# Mis in G (Haydn)
De Mis in G, (Hob. ii.73) is een mis voor koor, violen en orgel, toegeschreven aan Joseph Haydn. De mis is weliswaar opgenomen in de Hobokencatalogus in de lijst van missen van Haydn (zie Missen van Joseph Haydn), maar onduidelijk is of deze mis werkelijk door Haydn is gecomponeerd of door Georg Reutter, Haydns leraar.
De mis is in de Hobokenlijst niet meegenummerd.